# 北漳淮乡
北漳淮乡，是中华人民共和国河北省衡水市冀州区下辖的一个乡镇级行政单位。

## 行政区划
北漳淮乡下辖以下地区：
北漳淮村、南漳淮村、南榆林村、孔村、肖家庄村、景家庄村、北内漳村、南内漳村、解村、南黄庄村、南杨庄村、北冯管村、中冯管村、南冯管村、南陈家庄村、南田家庄村、南小寨村、里阁村、赵家庄村、西南王村和三合庄村。